# Toy Story 3 (spel)
Toy Story 3 är ett datorspel, baserat på filmen med samma namn. Det gavs ut av Disney Interactive Studios, och utvecklades av Avalanche Software. Spelet gavs ut i Nordamerika den 15 juni 2010, och den 17 juni i Australien. Det är det första spel helt baserat på en Pixar-film som helt ges ut av Disney Interactive Studios sedan Ett småkryps liv. Tidigare Disney-Pixar-filmspel har först gjorts i samarbete med Activision, och sedan med THQ.
Spelet har en del innehåll som är exklusivt för Playstation 3-versionen.

## Gameplay
Toy Story 3 är ett 3D-plattformsspel, i vilket spelare kan spela som Sheriff Woody, Buzz Lightyear, eller Jessie. Woody kan använda sitt dragsnöre för att svinga sig över vissa områden, Buzz kan kasta iväg andra karaktärer långa sträckor, och Jessie är den smidigaste, och kan balansera på små plattformar.

### Playstation 3-exklusivt innehåll
Playstation 3-versionen av spelet innehåller möjligheten att spela som Kejsare Zurg, utöver Woody, Buzz och Jessie. Zurg har en egen rad uppdrag som är unika för honom. Spelare kan styra Zurgs bil, och skjuta joner med hans jonspruta (ett fiktivt vapen som används av Zurg i Toy Story 2).
Zurgs huvudsakliga mål är att förinta Buzz Lightyear, men spelare har ändå friheten att göra andra saker. Spelet är kompatibelt med den rörelsekänsliga Playstation Move-handkontrollen, och nedladdningsbara minispel designade speciellt för Playstation Move kommer under hösten 2010 finnas att laddas ned gratis från Playstation Store.